# New South Wales Open 1981
Il New South Wales Open 1981 è stato un torneo di tennis giocato sull'erba. È stata la 90ª edizione del torneo, che fa parte del Volvo Grand Prix 1981 e del WTA Tour 1981. Il torneo femminile si è giocato dal 23 al 9 novembre, quello maschile dal 14 al 30 dicembre 1981 a Sydney in Australia.

## Campioni

### Singolare maschile
Tim Wilkison ha battuto in finale  Chris Lewis con il punteggio di 6–4 7–6 6–3

### Singolare femminile
Chris Evert ha battuto in finale  Martina Navrátilová con il punteggio di 6–4, 2–6, 6–1

### Doppio maschile
Peter McNamara /  Paul McNamee hanno battuto in finale  Hank Pfister /  John Sadri con il punteggio di 6–4, 7–6

### Doppio femminile
Martina Navrátilová /  Pam Shriver hanno battuto in finale  Kathy Jordan /  Anne Smith con il punteggio di 6–7, 6–2, 6–4